# 762 Pulcova
762 Pulcova è un asteroide della fascia principale.

## Descrizione
L'asteroide ha un diametro medio di circa 137,08 km. Scoperto nel 1913, presenta un'orbita caratterizzata da un semiasse maggiore pari a 3,1531745 au e da un'eccentricità di 0,1057634, inclinata di 13,09803° rispetto all'eclittica.
L'asteroide è dedicato alle alture, sulle quali sorge l'osservatorio di Pulkovo, vicino a San Pietroburgo.
Nel 2000 è stato individuato un satellite a cui è poi stata assegnata la designazione provvisoria S/2001 (762) 1. Il satellite, di dimensioni di circa 20 km, orbita a 703 km in 4,438 giorni.